# Peine de mort en Arizona
En Arizona, la pendaison fut utilisée comme méthode légale d'exécution, jusqu'à son abandon au profit de la chambre à gaz en 1934. La dernière exécution avec cette méthode avant un moratoire de onze ans date de 1962, jusqu'au rétablissement de la peine de mort en 1976. Sur les 41 condamnés à mort exécutés entre 1992 et 2025, seul le premier d'entre eux fut exécuté par gaz létal, l'injection létale devenant le seul mode légal de mise à mort en 1993.
Les dates d'exécution sont fixées par la Cour suprême de l'État, le gouverneur ne peut gracier qu'avec l'accord d'un comité. Les condamnés à mort avant le 15 novembre 1992 peuvent choisir la chambre à gaz au lieu de l'injection létale, une vingtaine de condamnés y sont encore éligibles en 2019, ce fut notamment le cas de Walter LaGrand, un criminel de nationalité allemande qui fut exécuté un mois après son frère en 1999. 

## Exécutions depuis 1973
Les exécutions ont lieu à Florence, au Florence Arizona State Prison Complex.
| #  | Criminel          | Date              | Méthode(s)       | Crime(s)                                                                                    | Gouverneur       |
| -- | ----------------- | ----------------- | ---------------- | ------------------------------------------------------------------------------------------- | ---------------- |
| 1  | Donald Harding    | 6 avril 1992      | Chambre à gaz    | Meurtre entre 1979 et 1980 de sept personnes au cours de plusieurs braquages.               | Fife Symington   |
| 2  | John Brewer       | 3 mars 1993       | Injection létale | Meurtre en 1986 de sa compagne, enceinte en l'étranglant avec une cravate.                  | Fife Symington   |
| 3  | James Clark       | 14 avril 1993     | Injection létale | Meurtre en 1977 de quatre ranchers en les poignardant dans leur sommeil.                    | Fife Symington   |
| 4  | Jimmie Jeffers    | 13 septembre 1995 | Injection létale | Meurtre en 1976 de son ex-compagne en lui injectant de l’héroïne.                           | Fife Symington   |
| 5  | Daren Bolton      | 19 juin 1996      | Injection létale | Meurtre entre 1982 et 1986 de deux fillettes après les avoir violées.                       | Fife Symington   |
| 6  | Luis Mata         | 22 août 1996      | Injection létale | Meurtre en 1977 d'une femme dans une chambre d’hôtel après l'avoir violée.                  | Fife Symington   |
| 7  | Randy Greenawalt  | 23 janvier 1997   | Injection létale | Meurtre entre 1974 et 1978 de neuf personnes dont un nourrisson de deux mois.               | Fife Symington   |
| 8  | William Woratzeck | 25 juin 1997      | Injection létale | Meurtre en 1980 de sa locataire à l'aide d'un marteau afin de lui dérober cent dollars.     | Fife Symington   |
| 9  | Jose Ceja         | 21 janvier 1998   | Injection létale | Meurtre en 1974 d'un couple à leur domicile pour leur voler douze kilos de marijuana.       | Jane Hull        |
| 10 | Jose Villafuerte  | 22 avril 1998     | Injection létale | Meurtre en 1983 de sa compagne en l’étouffant après l'avoir violée.                         | Jane Hull        |
| 11 | Arthur Ross       | 29 avril 1998     | Injection létale | Meurtre en 1990 d'un agent immobilier lors d'une visite pour lui voler sa carte bancaire.   | Jane Hull        |
| 12 | Douglas Gretzler  | 3 juin 1998       | Injection létale | Meurtre en 1973 de dix-sept personnes au cours d'une cavale meurtrière.                     | Jane Hull        |
| 13 | Jess Gillies      | 13 janvier 1999   | Injection létale | Meurtre en 1981 d'une femme à l'aide d'un rocher après l'avoir kidnappée et violée.         | Jane Hull        |
| 14 | Darrick Gerlaugh  | 3 février 1999    | Injection létale | Meurtre en 1980 d'une homme en le poignardant avec un tournevis.                            | Jane Hull        |
| 15 | Karl LaGrand      | 24 février 1999   | Injection létale | Meurtre en 1982 d'un directeur de banque en le poignardant dans son bureau.                 | Jane Hull        |
| 16 | Walter LaGrand    | 3 mars 1999       | Chambre à gaz    | Meurtre en 1982 d'un directeur de banque en le poignardant dans son bureau.                 | Jane Hull        |
| 17 | Robert Vickers    | 5 mai 1999        | Injection létale | Meurtre entre 1978 et 1982 de deux personnes dont un co-détenu.                             | Jane Hull        |
| 18 | Michael Poland    | 16 juin 1999      | Injection létale | Meurtre en 1977 de deux convoyeurs de fonds en les noyant dans un lac.                      | Jane Hull        |
| 19 | Ignacio Ortiz     | 27 octobre 1999   | Injection létale | Meurtre en 1978 de son ex-compagne après avoir tenté de tuer ses trois enfants.             | Jane Hull        |
| 20 | Anthony Chaney    | 16 février 2000   | Injection létale | Meurtre en 1982 d'un policier pour échapper à une arrestation après un braquage.            | Jane Hull        |
| 21 | Patrick Poland    | 15 mars 2000      | Injection létale | Meurtre en 1977 de deux convoyeurs de fonds en les noyant dans un lac.                      | Jane Hull        |
| 22 | Donald Miller     | 8 novembre 2000   | Injection létale | Meurtre en 1992 d'une adolescente de dix-huit ans pour cinquante dollars.                   | Jane Hull        |
| 23 | Robert Comer      | 22 mai 2007       | Injection létale | Meurtre en 1987 d'un campeur pour lui voler ses affaires.                                   | Janet Napolitano |
| 24 | Jeffrey Landrigan | 26 octobre 2010   | Injection létale | Meurtre entre 1982 et 1989 de deux personnes dont un adolescent.                            | Jan Brewer       |
| 25 | Eric King         | 29 mars 2011      | Injection létale | Meurtre en 1989 d'un caissier et d'un agent de sécurité lors d'un braquage                  | Jan Brewer       |
| 26 | Donald Beaty      | 25 mai 2011       | Injection létale | Meurtre en 1984 d'une adolescente de treize ans après l'avoir violée.                       | Jan Brewer       |
| 27 | Richard Bible     | 30 juin 2011      | Injection létale | Meurtre en 1988 d'une fillette de neuf ans après l'avoir violée.                            | Jan Brewer       |
| 28 | Thomas West       | 19 juillet 2011   | Injection létale | Meurtre en 1987 d'un homme pour lui voler quelques objets dans sa caravane.                 | Jan Brewer       |
| 29 | Robert Moormann   | 29 février 2012   | Injection létale | Meurtre en 1984 de sa mère adoptive après l'avoir violée et démembrée.                      | Jan Brewer       |
| 30 | Robert Towery     | 8 mars 2012       | Injection létale | Meurtre en 1991 d'un retraité lors du cambriolage de sa maison.                             | Jan Brewer       |
| 31 | Thomas Kemp       | 25 avril 2012     | Injection létale | Meurtre en 1992 d'un homme après l'avoir forcé à retirer de l'argent à un distributeur.     | Jan Brewer       |
| 32 | Samuel Lopez      | 27 juin 2012      | Injection létale | Meurtre en 1986 d'une femme lors d'une intrusion à son domicile après l'avoir violée.       | Jan Brewer       |
| 33 | Daniel Cook       | 8 août 2012       | Injection létale | Meurtre en 1987 de deux jeunes hommes après les avoir violés et torturés.                   | Jan Brewer       |
| 34 | Richard Stockley  | 5 décembre 2012   | Injection létale | Meurtre en 1991 de deux adolescentes de treize ans après les avoir violées.                 | Jan Brewer       |
| 35 | Edward Schad      | 9 octobre 2013    | Injection létale | Meurtre en 1978 d'un retraité en l'étranglant avec une corde pour lui voler sa carte.       | Jan Brewer       |
| 36 | Robert Jones      | 23 octobre 2013   | Injection létale | Meurtre en 1996 de six personnes en les abattant lors de plusieurs braquages.               | Jan Brewer       |
| 37 | Joseph Wood       | 23 juillet 2014   | Injection létale | Meurtre en 1989 de son ex-compagne et du père de celle-ci en les abattants.                 | Jan Brewer       |
| 38 | Clarence Dixon    | 11 mai 2022       | Injection létale | Meurtre en 1978 d'une étudiante après l'avoir violée et étranglée.                          | Doug Ducey       |
| 39 | Franck Atwood     | 8 juin 2022       | Injection létale | Meurtre en 1984 d'une fille de 8 ans après de l'avoir enlevé.                               | Doug Ducey       |
| 40 | Murray Hooper     | 16 novembre 2022  | Injection létale | Meurtre en 1980 d'un homme et de la belle-mère de celui-ci lors d'une invasion de domicile. | Doug Ducey       |
| 41 | Aaron Gunches     | 19 mars 2025      | Injection létale | Meurtre en 2002 de l'ex de sa petite-amie après l'avoir kidnappé dans un désert.            | Katie Hobbs      |

Au 7 juin 2025 le couloir de la mort de l'Arizona compte 111 condamnés dont deux femmes. Depuis 1973, neuf condamnés ont été graciés dans l'Arizona.